# Pedro Campos Di Girolamo
Pedro Campos di Girolamo (Austin, 17 de septiembre de 1988) es un actor chileno.

## Biografía
Nació el 17 de septiembre de 1988 en Austin, Estados Unidos. Es hijo menor del matrimonio compuesto por Claudia di Girolamo Quesney y Cristián Campos Sallato. Tiene un hermano, Antonio Campos, también actor y dos medias hermanas: Raffaella di Girolamo Frigerio, hija de su madre con Ismael Frigerio, y Julieta Campos Prieto, hija de su padre con María José Prieto.
Sus antepasados maternos fueron inmigrantes italianos. Es nieto del artista ítalo-chileno Claudio di Girolamo Carlini, fundador de Teatro Ictus, y quien ha logrado una importante contribución cultural en Chile, y de Carmen Quesney Besa, defensora de los derechos humanos en dictadura. Es bisnieto del también artista italiano Giulio di Girolamo Antonuzzi, quien recibió la nacionalidad chilena y posee en su honor, el nombre de una plazoleta en Linares. Es sobrino-nieto del artista Vittorio di Girolamo Carlini.También es sobrino de los artistas Roberto di Girolamo Quesney, Teresa di Girolamo Quesney, Paolo di Girolamo Quesney, Francesco di Girolamo Quesney, Beatrice di Girolamo Armanet y del arquitecto Sebastián di Girolamo Armanet. Es primo de la también actriz Mariana di Girolamo y de la periodista Greta di Girolamo Harsanyi.

### Estudios
Cursó sus estudios primarios y secundarios en el Saint George's College. En 2007 ingresó a la Escuela de Teatro de la Universidad Mayor, bajo el decanato de Héctor Noguera. Egresó en 2010, con la obra «Los que van quedando en el camino», de Isidora Aguirre. Según el propio Pedro, su madre fue quien le introdujo a él y a su hermano Antonio la convicción por el teatro.

## Carrera
Participó en la obra Los perros, que se estrenó el 14 de junio de 2012 en el Teatro UC, bajo la dirección de Rodrigo Pérez. En paralelo, Di Girolamo junto a la también actriz y amiga Carolina Arredondo, montaron en una versión de La pequeña historia de Chile con su propia compañía, La Amotinada.
En 2012, participó en el elenco de la serie Solita camino, y debutó en la telenovela nocturna de Mega, Maldita. Allí tuvo un personaje que se inspira en el caso del asesinato de Diego Schmidt-Hebbel.
Participó en Graduados de Chilevisión. En 2013, protagonizó la película Video Club, junto a Luciana Echeverría.
En 2016, emigra a Mega, siendo su debut en la telenovela Pobre gallo. Realizaría varias telenovelas más en dicha estación.

## Vida personal
Pedro Di Girolamo ha mantenido un perfil público moderado, y sólo el 2022 se hizo público su vínculo sentimental con la actriz Josefina Montané, con quien se conoció en el set de Amar profundo, donde sus personajes tenían un interés romántico.

## Filmografía
| Año  | Título                | Papel                         | Director        |
| ---- | --------------------- | ----------------------------- | --------------- |
| 2010 | Blokes                | Manuel Tapia                  | Marialy Rivas   |
| 2012 | Joven y alocada       | Blogger M.A.I                 | Marialy Rivas   |
| 2013 | Videoclub             | Miguel Jiménez                | Pablo Illanes   |
| 2015 | Invierno              | Santiago Ortúzar              | Alberto Fuguet  |
| 2015 | El Bosque de Karadima | Thomas Leyton                 | Matías Lira     |
| 2016 | Prueba de actitud     | Hijo de Ministra de Educación | Fabrizio Copano |
| 2017 | Un día cualquiera     | Matías                        | Sebastián Brahm |
| 2018 | Dry Martina           | César                         | Che Sandoval    |
| 2018 | El conductor del Faro | Esteban                       | Ramiro Zamorano |

## Televisión
| Año       | Título                  | Papel                             | Ref.                        |
| --------- | ----------------------- | --------------------------------- | --------------------------- |
| 2012      | Maldita                 | Gabriel Rossetti                  | Elenco principal            |
| 2013      | Graduados               | Martín Flores                     | Protagonista; 212 episodios |
| 2014      | Vuelve temprano         | Gabriel Castro                    | Elenco principal            |
| 2016      | Pobre gallo             | Juan Silva                        | Elenco principal            |
| 2016–2017 | Amanda                  | Bruno Santa Cruz                  | Elenco principal            |
| 2018      | Tranquilo papá          | Pablo García                      | ¿? episodios                |
| 2019      | Juegos de poder         | Francisco Beltrán                 | Elenco principal            |
| 2021      | Edificio corona         | Julián Sánchez                    | Elenco principal            |
| 2021–2022 | Amar profundo           | Eric Neira                        | Elenco principal            |
| 2024      | Al sur del corazón      | Rodrigo Arancibia                 | Elenco principal            |
| 2024–2025 | Nuevo amores de mercado | Pedro Solís / Rodolfo Ruttenmeyer | Protagonista                |

| Año  | Título                          | Papel          | Notas                     |
| ---- | ------------------------------- | -------------- | ------------------------- |
| 2010 | Cartas de mujer                 | Juan Navarrete | Episodio: Carta de María  |
| 2011 | Amar y morir en Chile           | Alejandro      | 4 episodios               |
| 2012 | Solita camino                   | Angelo         | 6 episodios               |
| 2015 | El bosque de Karadima, la serie | Thomas Leyton  | Protagonista; 3 episodios |
| 2022 | La jauría 2                     | Pablo          | 5 episodios               |
| 2024 | Vencer o morir                  | Salomón        | 8 episodios               |

## Teatro
| Año       | Título                       | Director                            | Teatro                                     |
| --------- | ---------------------------- | ----------------------------------- | ------------------------------------------ |
| 2012      | Los perros                   | Rodrigo Pérez                       | Teatro UC                                  |
| 2012-2013 | La pequeña historia de Chile | Carolina Arredondo                  |                                            |
| 2013      | Aquí están                   | Claudia Di Girólamo y Rodrigo Pérez | Museo de la Memoria y los Derechos Humanos |
| 2014      | Sigue latiendo corazón mío   | Simón Lobos                         | Teatro Sidarte                             |

## Vídeos musicales
| Año  | Título                  | Artista                     | Dirección          |
| ---- | ----------------------- | --------------------------- | ------------------ |
| 2011 | Vagabunda de la Lujuria | Hija de Perra Feat Felipink | Javiera de la Vega |